# Íslenskir Radíóamatörar
Die Íslenskir Radíóamatörar (ÍRA), deutsch „Isländische Funkamateure“, ist die nationale Vereinigung der Funkamateure in Island.
Die ÍRA wurde am 14. August 1946 gegründet und ist Mitglied in der International Amateur Radio Union (IARU Region 1), der internationalen Vereinigung von Amateurfunkverbänden, und vertritt dort die Interessen der Funkamateure des Landes. Ferner ist sie Mitglied der Nordic Radio Amateur Union (NRAU), dem Dachverband der Amateurfunkverbände der nordischen Länder.
Der Hauptsitz wie auch die Clubstation mit dem Amateurfunkrufzeichen TF3IRA befinden sich am südlichen Ende der Skeljanes-Straße in der Nähe des Flughafens Reykjavík. Der Locator ist HP94ad. Gäste sind insbesondere donnerstags (außer an Feiertagen) von 20 bis 22 Uhr herzlich willkommen.
Das Club-Magazin CQ TF widmet sich den diversen Mitgliederaktivitäten, wie Amateurfunkwettbewerben, Aktionen wie SOTA und „DXpeditionen“, sowie den typischen Themen des Amateurfunks, wie Sende- und Empfangstechnik, Testberichte und Bauanleitungen zu Antennen und so weiter. Es erscheint vierteljährlich auf Isländisch und kann als PDF-Datei von der Website frei heruntergeladen werden. Zusätzlich gibt es ein Mal pro Jahr den ÍRA Annual Report.